# Reignac-sur-Indre
Reignac-sur-Indre ist eine französische Gemeinde mit 1.309 Einwohnern (Stand: 1. Januar 2022) im Département Indre-et-Loire in der Region Centre-Val de Loire; sie gehört zum Arrondissement Loches und zum Kanton Loches. Die Einwohner werden Reignacois genannt.

## Geographie
Reignac-sur-Indre liegt etwa 24 Kilometer südöstlich von Tours an der Indre. Umgeben wird Reignac-sur-Indre von den Nachbargemeinden Cigogné im Norden und Nordosten, Chédigny im Osten, Azay-sur-Indre im Südosten, Dolus-le-Sec im Süden, Tauxigny-Saint-Bauld im Westen und Südwesten sowie Courçay im Westen und Nordwesten.

## Bevölkerungsentwicklung
| 1962                       | 1968 | 1975 | 1982 | 1990 | 1999 | 2006 | 2018 |
| -------------------------- | ---- | ---- | ---- | ---- | ---- | ---- | ---- |
| 653                        | 645  | 685  | 842  | 909  | 1068 | 1171 | 1265 |
| Quellen: Cassini und INSEE |      |      |      |      |      |      |      |

## Verkehr
Reignac hat einen Bahnhalt an der Bahnstrecke Joué-lès-Tours–Châteauroux, der im Regionalverkehr von Zügen des Transport express régional bedient wird.

## Sehenswürdigkeiten
- Dolmen La Guginadière
- Kirche Saint-Étienne, seit 1926 Monument historique
- Schloss Reignac
- Herrenhaus Villepays
- Mühle von Reignac

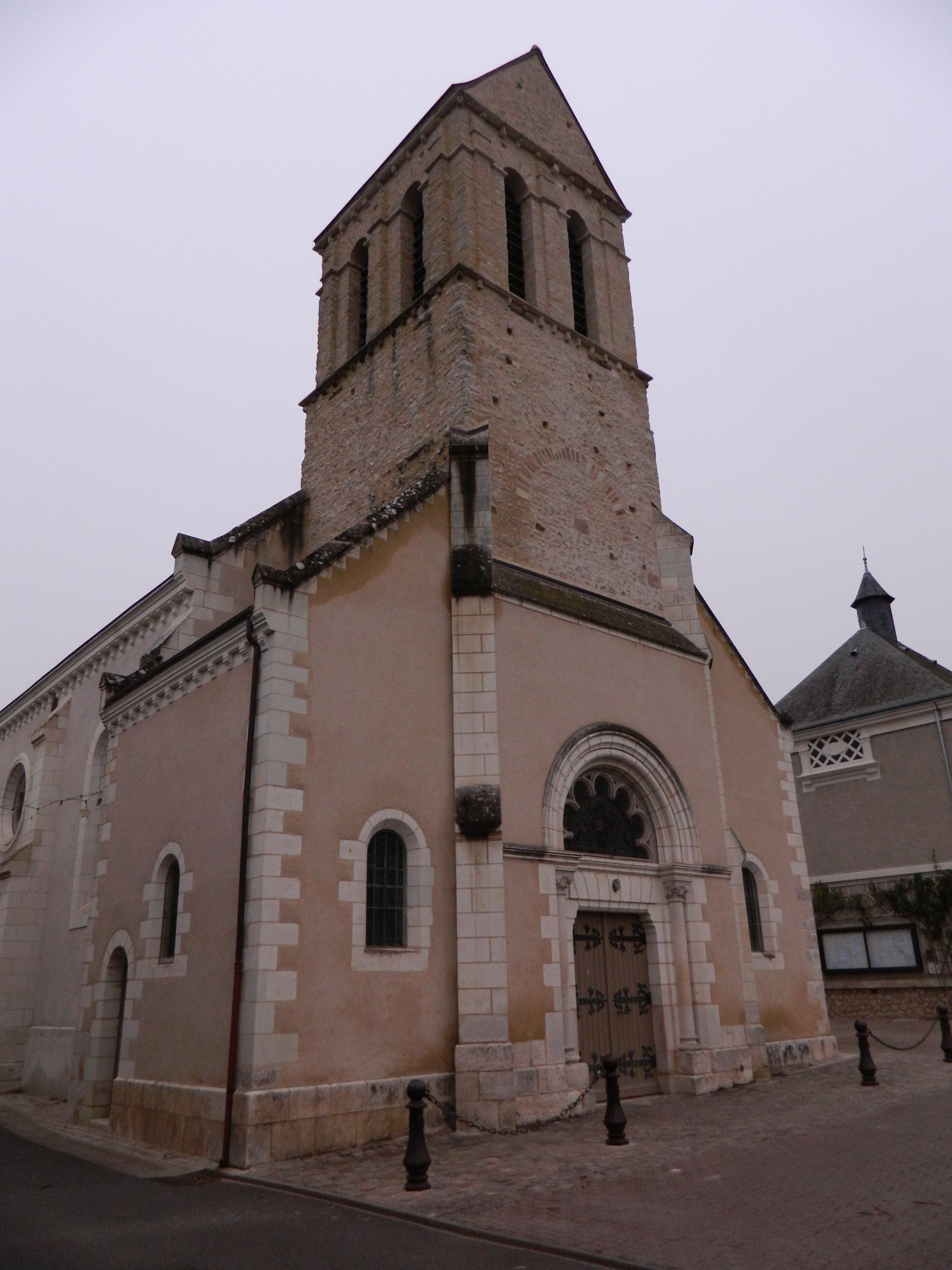
Kirche Saint-Étienne
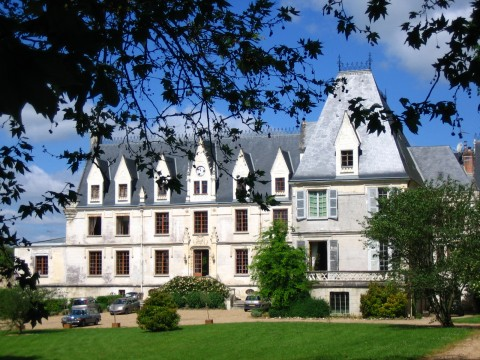
Schloss Reignac
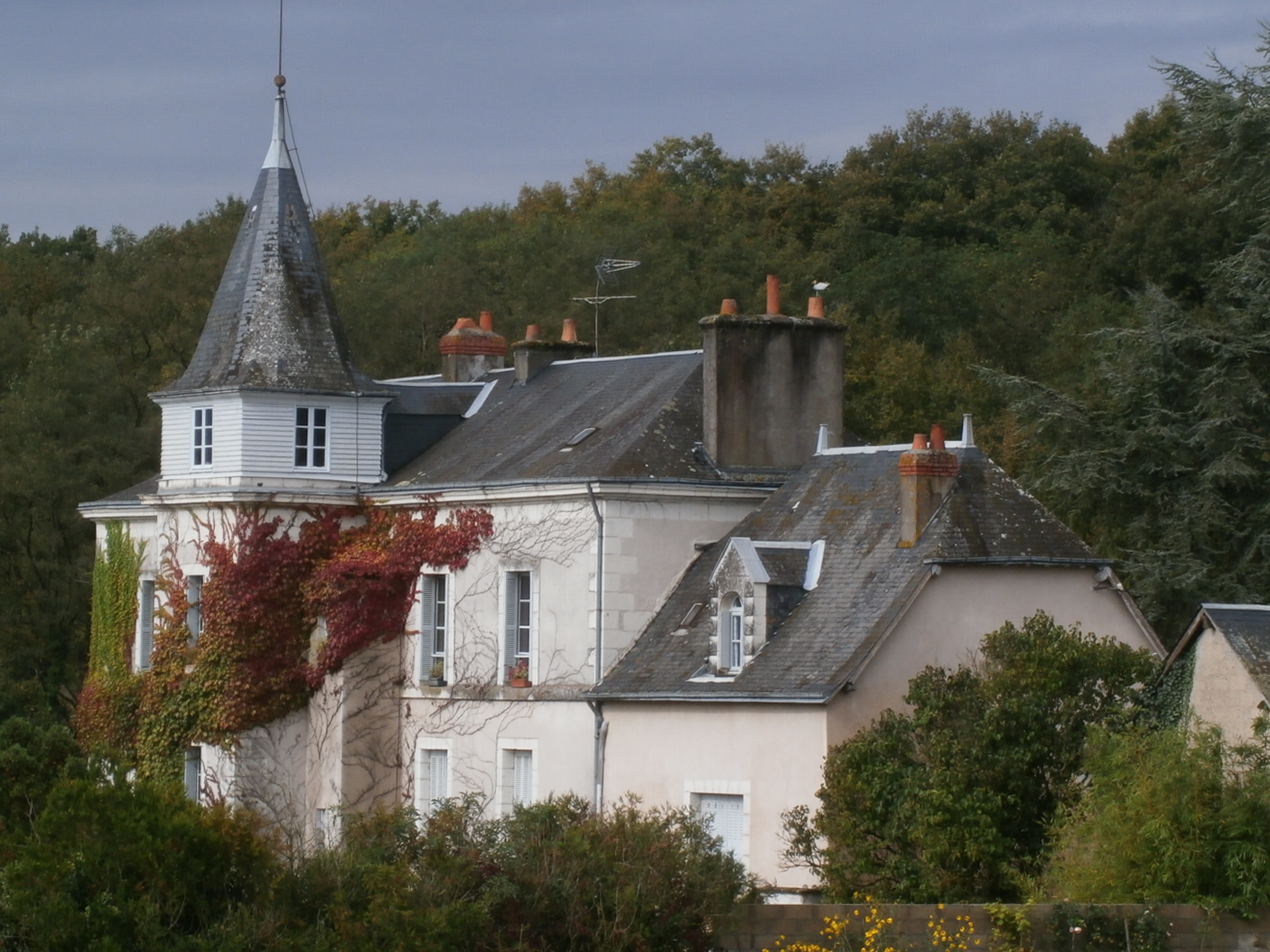
Herrenhaus von Villepays
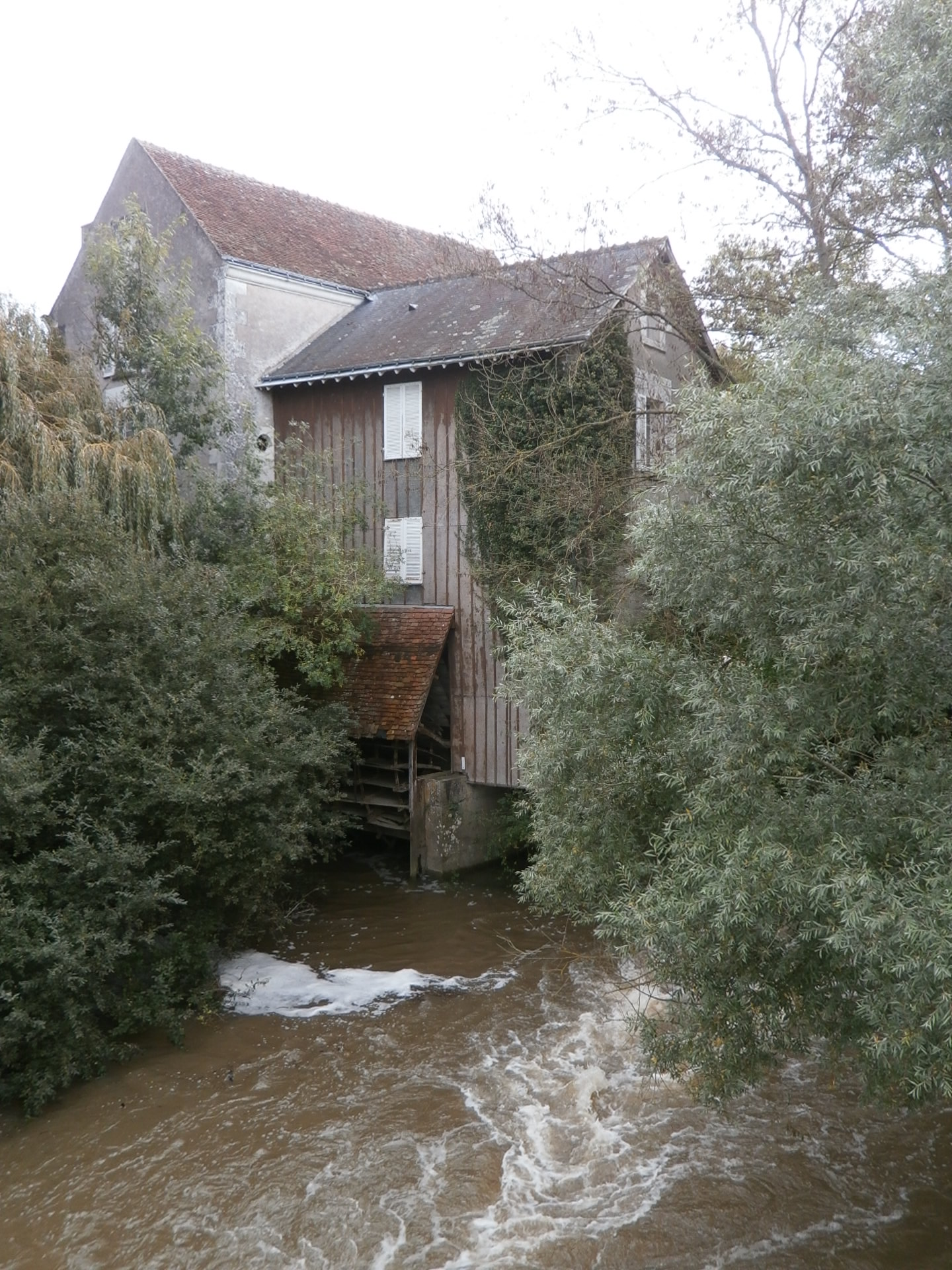
Mühle